# Broghammerus
Broghammerus — род крупных неядовитых змей из семейства Ложноногие. Выделены из рода настоящие питоны в 2004 году. Назван в честь Штефана Брогхаммера, немецкого герпетолога и заводчика питонов, а также автора книги «Ball Pythons: Habitat, Care, and Breeding» (2004).

## Внешний вид и строение
Общая длина представителей этого рода может достигать 10 метров. Голова вытянутая, сжатая с боков. Туловище крепкое, мощное, стройное. Окраска жёлтая, светло-коричневая, оливковая или бурая различного оттенка. Вдоль головы и туловища располагаются тёмные или светлые пятна различной формы и размера.

## Образ жизни
Населяют тропические леса, предгорья, влажные местности. Активны ночью. Питаются млекопитающими, птицами, рептилиями.

## Размножение
Это яйцекладущие змеи. Самка откладывает от 10 до 80 яиц.

## Распространение
Обитают в юго-восточной Азии.

## Виды
- Broghammerus reticulatus — Сетчатый питон
- Broghammerus timoriensis — Тиморский питон